# Taeniophyllum rostratum
Taeniophyllum rostratum är en orkidéart som beskrevs av Cedric Errol Carr. Taeniophyllum rostratum ingår i släktet Taeniophyllum och familjen orkidéer. Inga underarter finns listade i Catalogue of Life.